# درة (كاشان)
درة هي قرية في مقاطعة كاشان، إيران. يقدر عدد سكانها بـ 492 نسمة بحسب إحصاء 2016.